# حكيم (بندقية)
بندقية حكيم أو حكيم 54 بندقية نصف آلية من إنتاج الجيش المصري في أوائل الخمسينات من القرن الماضي. صنعت في مصر بمصنع 54 الحربي تم بناءه بأوائل الخمسينيات لصنع البنادق، وهو نفس المصنع الذي أنتج بندقية رشيد ورشاش المعادي (كلاشنكوف) فيما بعد. بندقية حكيم هي منتج مصري يجمع عناصر من بندقية سيمينوف وبندقية سويدية الصنع ويطلق عليها Ag m/42 بعد أن طورها المصريين لاستخدام العيار الألماني 57×7,92 ملم (كعيار بنادق ماوزر الألمانية) ، وقد تطلب هذا التعديل البسيط، إضافة كمامة فوهة البندقية (قطعة إخفاء اللهب) الضرورية بسبب استعمال الذخيرة الأكثر قوة عيار 7,92 ملم (مقابل العيار 6,5 ملم الأصلي في النسخة السويدية، التي كان لها ارتداد ناعم نسبياُ) لكن التصميم الأساسي بقى بدون تغيير. استمر إنتاج هذه البندقية في الخمسينات والستّينات على مكائن تم شرائها وجلبها من السويد، وتم تصنيع حوالي 70 ألف بندقية من هذا النوع قبل توقف الإنتاج نهائياً.

## مواصفات البندقية
الطول العامّ للبندقية بلغ 1216 مليمتر
الوزن: 4,4 كيلوغرام
مخزن الذخيرة احتوى على 10 إطلاقات.
يمكن أن تجهّز بحربة قابلة للفصل والنزع.